# Mathias Säfsten
Erik Mathias Säfsten, född 21 februari 1972, är en svensk jurist. Han är justitieråd i Högsta förvaltningsdomstolen sedan 2025.
Mathias Säfsten avlade juris kandidatexamen vid Uppsala universitet 1999, gjorde därefter notarietjänstgöring vid Länsrätten i Västerbottens län och Stockholms tingsrätt 1999–2001 och blev assessor i Svea hovrätt 2005. Därefter tjänstgjorde han i Justitiedepartementet som rättssakkunnig 2005–2009, kansliråd 2009–2012, ämnesråd 2012–2017, från 2015 även som biträdande enhetschef. Han var departementsråd och chef för grundlagsenheten i Justitiedepartementet 2017–2025. Säfsten utnämndes 2024 till justitieråd i Högsta förvaltningsdomstolen, med tillträde den 31 mars 2025.